# Aletris bracteata
Aletris bracteata là một loài thực vật có hoa trong họ Nartheciaceae. Loài này được Northr. mô tả khoa học đầu tiên năm 1902.